# Кашине Цинцини (Алесандрија)
Кашине Цинцини је насеље у Италији у округу Алесандрија, региону Пијемонт.
Према процени из 2011. у насељу је живело 21 становника. Насеље се налази на надморској висини од 142 м.